# Glina zwykła

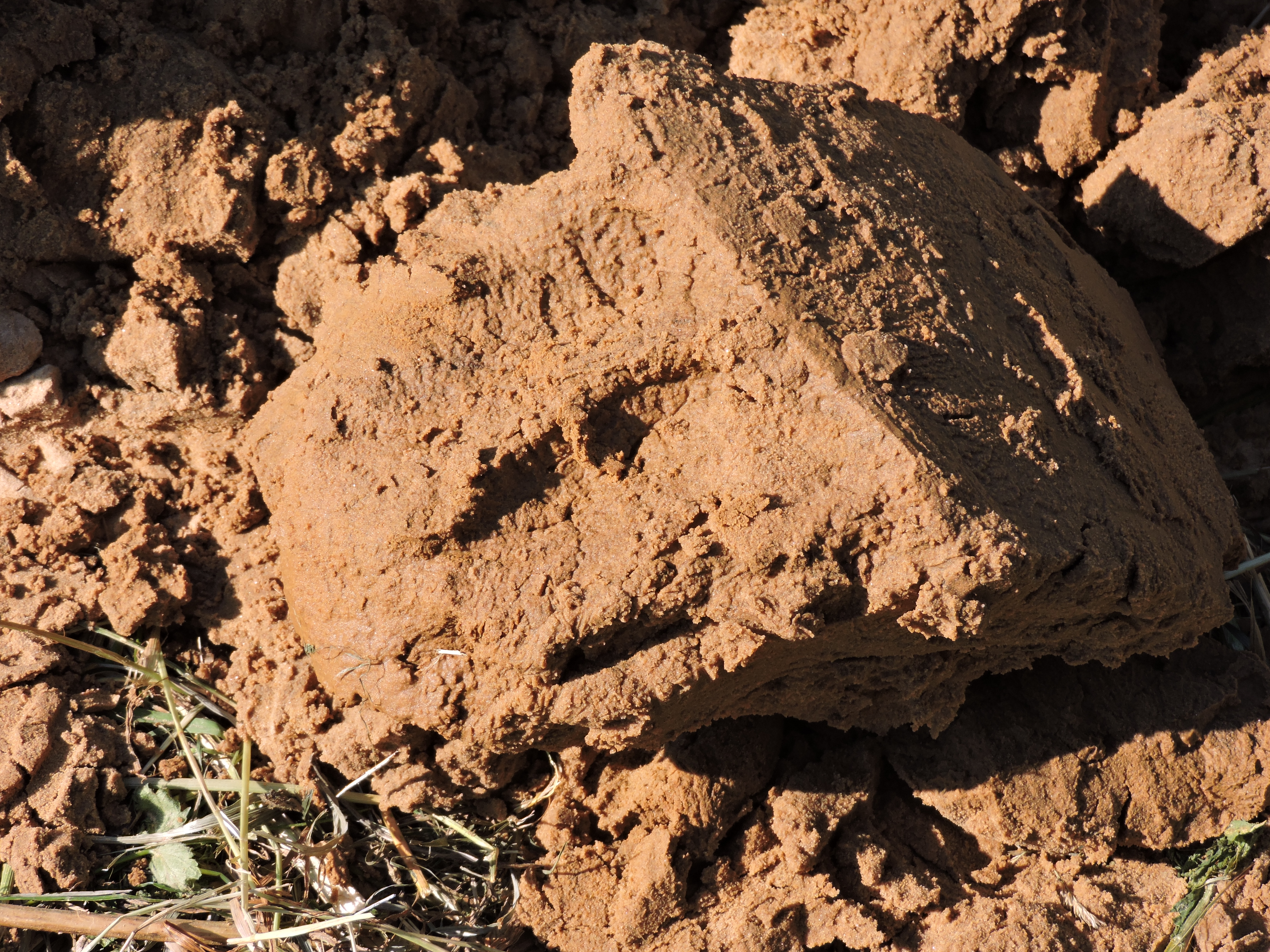
Bryła gliny

Glina zwykła – typ gleby złożony w ok. 40% z piasku, 40% z frakcji pyłowej i 20% z frakcji ilastej.